# Период Сэнгоку
Период Сэнгоку (яп. 戦国時代 сэнгоку дзидай, «Эпоха воюющих провинций»)— период в японской истории со второй половины XV до начала XVII века.
Началом периода считается утрата сёгунами династии Асикага контроля над страной, что привело к децентрализации государственной власти («смута годов Онин» в 1467—1477 годах), а завершением установление сёгуната Токугава (1603). Часто другой датой начала периода считают 1493 г., год смерти Хатакэяма Масанага. Иногда концом этой эпохи считают изгнание последнего сёгуна из династии Асикага из Киото по повелению Оды Нобунаги — 1573 г.
Вместе с тем многие исследователи выделяют особый период японской истории — период Адзути-Момояма (яп. 安土桃山時代), совпадающий с периодом пребывания у власти Оды Нобунаги и Тоётоми Хидэёси. Нет единой точки зрения и относительно датировок этой эпохи (вариант — 1573—1603).

## Политическая обстановка в стране

### Центральные районы Японии
После смуты годов Онин-Буммэй контроль центральной власти над периферией ослаб. В конце 1480-х — начале 1490-х годов бакуфу организовало два похода против Роккаку Такаёри, военного наместника (сюго) южной части провинции Оми (центральный район Кинай), однако ожидаемого результата они не принесли. Бежавший в горы Такаёри всякий раз возвращал себе власть после ухода дружин сёгуна.
Власть и авторитет сёгунов Асикага    в период Сэнгоку были подорваны. Почти все они оказались игрушками в руках своих вассалов и сановников и «царствовали, но не правили». Сёгуны в первой половине XVI века вынуждены были подолгу скитаться вдали от столицы, спасаясь от врагов. Им оставалось уповать только на тех вассалов бакуфу, которые из верности и благородства или же из желания использовать авторитет сёгуна для упрочения своих позиций соглашались  поддержать его или укрыть.
В 1493 году канрэй Хосокава Масамото совершил переворот, сместив Асикага Ёсики и сделав сёгуном Асикага Ёсидзуми. В 1507 году сам Масамото был убит своими вассалами Косай Мотонага и Якусидзи Нагатада, недовольными его деспотической политикой. Произошел раскол в доме Хосокава — партия Хосокава Сумимото поддерживала Ёсидзуми (сёгуна в Киото), партия Хосокава Такакуни — Ёситанэ (он же Ёсики) (смещённого ранее Масамото).
В 1509 году могущественный даймё из западных провинций Оути Ёсиоки выступил на стороне Ёситанэ и двинулся во главе большой армии на Киото. Вместе с Хосокава Такакуни он восстановил на троне Ёситанэ. В 1511 году Асикага Ёсидзуми умер.
Однако затем политическая ситуация осложнилась новой борьбой между двумя фракциями дома Хосокава. Во главе первой стоял Хосокава Такакуни, предводителем другой был Хосокава Харумото. В 1518 г. Оути Ёсиоки вернулся в свои владения и Такакуни стал фактически во главе бакуфу, занимая должности канрэй и сюго 4-х провинций (Тамба, Сэццу, Тоса, Сануки).
В 1521 г. Асикага Ёситанэ, фактически являвшийся марионеткой в руках Такакуни, бежал на Авадзи, а затем в землю Ава, где умер. Тогда Такакуни посадил на его место Асикага Ёсихару (сына покойного Ёсидзуми). Но в 1527 г. всемогущий канрэй, атакованный войсками Миёси Мотонага и Хосокава Харумото, вынужден был бежать из Киото. В 1531 г. в Сэццу Хосокава Такакуни вынужден был покончить с собой. Фактическим главой военного правительства стал Хосокава Харумото. Но в 1543 г. в борьбу с ним вступил Хосокава Удзицуна, объявивший себя преемником Такакуни.
На сторону Удзицуна переметнулся могущественный вассал Харумото — Миёси Нагаёси. В 1548 г. последний изгнал из столицы сёгуна Ёсихару и Хосокава Харумото. Миёси Нагаёси превратился в самого сильного князя центральных провинций Японии. Сферой его преобладающего влияния были провинции Ямасиро, Сэццу, Кавати, Идзуми, Тамба, Авадзи, Ава, Сануки. Однако легитимность власти Нагаёси, порвавшего с сёгуном и отказавшегося искать ему замену, была слабой. Он вынужден был постоянно отражать атаки врагов. В 1552 г. Нагаёси примирился с сёгуном, но в следующем году вражда возобновилась.
В 1558 г. Миёси Нагаёси примирился с сыном Ёсихару, новым сёгуном Асикага Ёситэру. В 1564 г. тонкий ценитель рэнга Нагаёси умер. Асикага Ёситэру был сильной личностью и к тому же прекрасно владел мечом. Он часто перечил фактическим наследникам Нагаёси — трем его родичам (Миёси Масаясу, Миёси Нагаюки и Иванари Томомити — т. н. ''Миёси саннинсю''), с которыми первоначально в тесном союзе состоял Мацунага Хисахидэ, один из вассалов Нагаёси. В 1565 г. воины Миёси саннинсю напали на Асикага Ёситэру, который, мужественно сражаясь, пал в неравной борьбе. Кандидатом на роль преемника стал Асикага Ёсихидэ, который однако вскоре вынужден был покинуть столицу под давлением Миёси Масаясу.
В 1566 г. Мацунага Хисахидэ вступил в войну с Миёси саннинсю. Тем временем Асикага Ёсиаки, брат погибшего в борьбе с наследниками Миёси Нагаёси сёгуна, стал претендовать на роль его наследника. Он вернулся в мир после пострижения в монахи и призвал на помощь могущественных даймё Мори Мотонари, Такэда Харунобу, Уэсуги Тэрутора и Ходзё Удзимаса. В 1568 г. сёгуном провозгласил себя Асикага Ёсихидэ, который однако вскоре умер из-за болезни, пробыв «великим полководцем — покорителем варваров» всего 7 месяцев (с февраля по сентябрь 1568 г.). В том же 1568 г. Ёсиаки стал 15-м и последним сёгуном при поддержке даймё из провинции Овари Ода Нобунага.

### Сэнгоку даймё
Сёгунат Асикага в конце XV — первой половине XVI вв. утратил контроль над большей частью территории страны. Настоящие правители из дома Хосокава или клана Миёси, меняя по своей воле сёгунов, никак не могли (да и не желали) влиять на ситуацию в японских провинциях (кроме центрального района Кинай). На периферии государства тем временем возникли новые княжества. Их правители (сэнгоку даймё) частью происходили как от прежних военных наместников (сюго), частью были выходцами из рядов провинциальных магнатов. Некоторые сэнгоку даймё, как, например, Сайто Досан, имели неблагородное происхождение. Они вели между собой нескончаемые войны за территорию. Де-факто они были независимыми от сёгуна правителями своих земель, лишь формально получая от него титулы (часто в обмен на богатые подарки). Некоторые даймё самостоятельно приняли для своих владений особые кодексы законов — бункокухо. Факт принятия таких местных сводов законов, как Имагава канамокуроку (создан Имагава Удзитика, дополнен Имагава Ёсимото) и Косю хатто-но сидай (введён Такэдой Сингэном), отражал усиление власти даймё. В то же время появление местных «конституций» могло свидетельствовать и об определенном ослаблении позиций даймё. Наряду с кодексами законов правители княжеств создавали наставления и поучения для своих наследников и потомков, а также родичей и вассалов (какун). До нас дошли наставления Ходзё Соуна, Асакура Такакагэ и т. д.
Внутренняя политика сэнгоку даймё предвосхитила многие реформы Токугава Иэясу, объединителя Японии. Размеры княжеств могли варьироваться: от нескольких уездов до нескольких провинций.
Даймё вели беспрестанные войны между собой до самого объединения страны под жесткой рукой Тоётоми Хидэёси.

Гравюра с изображением Такэды Сингэна

В это время себя проявили великие полководцы, такие как Такэда Сингэн. Когда Сингэн умер, Иэясу так вспоминал о нём в разговоре со своими вассалами:
Такие выдающиеся полководцы, как Сингэн рождаются редко. Я с детства во многом желал быть похожим на него. Именно Сингэн является для меня учителем войны.
Прекрасно, когда в соседней стране есть сильный враг. Это вынуждает твое сердце быть осторожным, старательным и взвешенным в каждом шаге. Благодаря этому управление собственной страной нормализуется, а правящий дом сплачивается. Когда же по соседству сильного врага нет, никто не будет интересоваться военным делом. И верхи, и низы собственной страны будут пренебрегать друг другом. Страх и стыд исчезнет из их сердец и страна ослабеет.
Потому нет причин радоваться смерти такого враждебного полководца как Сингэн.
Основным нововведением в военном деле периода Сэнгоку было массовое внедрение огнестрельного оружия (аркебузы). Впервые этот вид вооружений появился в Японии в 1543 году; в первый раз аркебузы были применены воинами Мураками Ёсикиё в сражении при Уэдахара в 1548 году, когда Такэда Сингэн потерпел от него поражение - но в этой битве применялось не европейское огнестрельное оружие, а его аналоги, произведенные в Империи Мин. Португальские же аркебузы были впервые опробованы на деле Симадзу Такахиса при штурме замка Кадзики (провинция Осуми) в 1549 году. После этого огнестрельное оружие начало широко распространяться в Японии: в 1575 году во время знаменитой битвы при Нагасино, в которой участвовали войска сына Такэды Сингэна — Такэда Кацуёри, а его противниками была объединённая армия Токугавы Иэясу и Оды Нобунаги, из 18 тысяч солдат объединенного войска Ода-Токугава тысяча была вооружена аркебузами. К 1580-м годам огнестрельное оружие уже применялось повсеместно, и во время Корейской войны 1592—1597 гг. оно стало основным оружием пехоты. 
Что касается императоров (тэнно), то после войны Северного и Южного дворов в XIV веке, а затем укрепления власти сёгунов Асикага в XV веке, от их былой политической власти и экономического могущества почти ничего не осталось. Однако сохранялся их важный символический статус (в рамках синто). В 1500 году шесть недель не находилось средств, чтобы должным образом организовать похороны императора Го-Цутимикадо. Всё это время августейшее тело пребывало во дворце. А затем в течение 20 лет не могли найти средств для организации церемонии вступления на трон его преемника (такой пример упадка власти тэнно приведен в книге Б. Сэнсома).
Другой тэнно Го-Нара будто бы обитал в деревянной хижине вместо дворца, а дети лепили пирожки из грязи около его дверей. Из-за крайней нужды он продавал прохожим свои автографы, а питаться ему приходилось рисовыми пирожками и собачьим супом.

## Экономика в период Сэнгоку
Ещё одной важной особенностью Сэнгоку дзидай является отмеченный в это время некоторый экономический рост. Даймё всеми силами стремились укрепить своё могущество, пополнить казну, усовершенствовать налоговую систему и увеличить собственные вооруженные силы. В результате активизировались торговые отношения и возникли первые коммерческие центры, такие города как Сакаи, Хёго (нынешний Кобе), Кувана и Хаката, Ямагути (провинция Суо), Ономити (провинция Хиго). Столица же — Киото — стала национальным промышленным и коммерческим центром. Развитие городов в торговом и ремесленном отношении вело их к приобретению политической автономии. В 1543 г. бакуфу берет заём у купцов из Сакаи, обеспеченный налогами с владений Асикага. Городу были дарованы многие привилегии. Однако степень автономии Сакаи и других городов была ниже по сравнению с обширными правами вольных городов Западной Европы. Росту богатства таких приморских городов, как, например, Сакаи и Хёго, способствовала торговля с империей Мин.
Большинство из активно развивавшихся городов находились на землях храмов или знатных аристократов или воинов. Так порт Хёго первоначально был частью вотчин (сёэн) Фудзивара, а позднее перешел во владение храма Кофуку-дзи (Нара).
По всей Японии возникали гильдии и корпорации торговцев и ремесленников (дза). Эти объединения, как правило, находились под протекцией храмов или военной либо придворной знати, за что вынуждены были платить. Так монастырь секты Тэндай[уточнить] на горе Хиэй патронировал владельцев складов, святилище Ивасимидзу Хатиман-гу — торговцев маслом. Как правило, члены дза обладали монопольными правами на сбыт или продажу каких-либо товаров в определённом районе.
Некоторым препятствием для развития торговли были многочисленные таможни и большое количество таможенных поборов во всех княжествах. Свою заставу стремился поставить практически каждый храм, землевладелец (будь то воин или столичный аристократ), чтобы взимать сборы с проезжавших мимо купцов, паломников или путешественников.

## Культура периода Сэнгоку
В период Сэнгоку развивалась национальная культура. Дзэнские монахи несли свои знания в воинское сословие. Развивались различные направления искусства, необычайно популярными становятся в то время классическая китайская поэзия канси и живопись
суйбокуга. Владение хотя бы одним из этих искусств считается для воина если не обязательным, то желательным. Рэнга и хайку становятся классическими японскими видами искусства. Развиваются национальный театр, музыка, расцветает искусство чайной церемонии тяною.

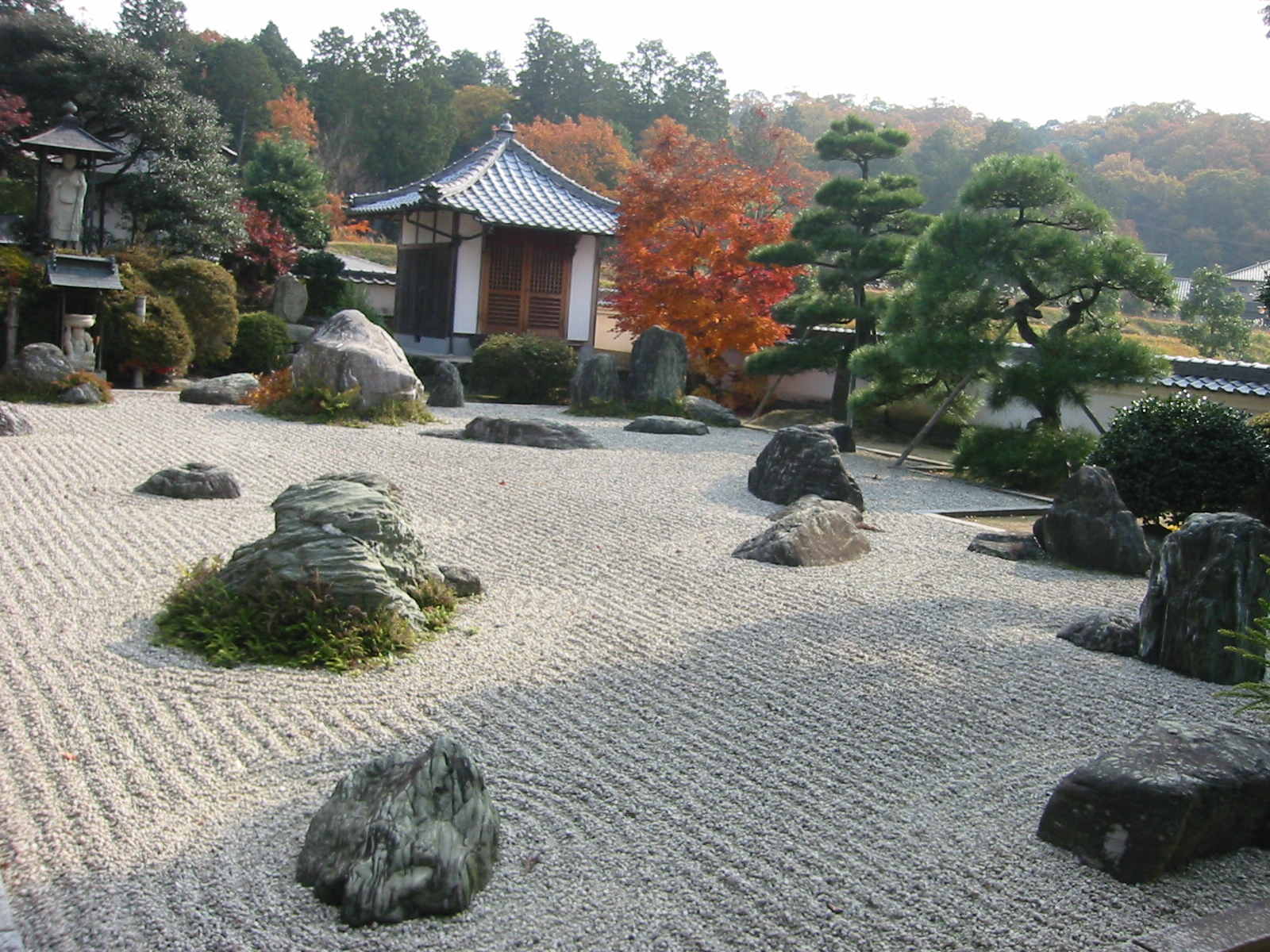
Сад камней в городе Като (префектура Хёго)

Новый взлет переживает аскетичная и прекрасная в своей простоте архитектура. Дзэнские сады камней и песка возникают именно в период Сэнгоку. Растут объёмы книгопечатания и очень популярными становятся книги, в том числе «Отоги-дзоси» — сборник моралистических историй и «Кангисю» — сборник популярных песен.

## Завершение периода Сэнгоку Дзидай
В 1568 году Ода Нобунага захватил Киото, тем самым, казалось бы, завершив объединение страны. Но в 1582 году он был убит в Киото своим вассалом Акэти Мицухидэ в ходе инцидента в храме Хонно-дзи. После смерти Нобунаги началось соперничество между видными военачальниками за пост правителя объединённой страны. Победителем из этой борьбы вышел Тоётоми Хидэёси, который продолжил завершение объединения Японии. И наконец, после смерти Хидэёси, установился сёгунат Токугава. Появилась централизованная власть, которую так ждала истощённая за этот период множественных кровопролитных войн новая, объединенная Япония.
Среди историков нет единого мнения относительно хронологических рамок Сэнгоку Дзидай. Есть точка зрения, согласно которой конец сэнгоку следует датировать 1573 годом, когда последний сёгун из династии Асикага (Асикага Ёсиаки) был изгнан Нобунагой из Киото. Однако фактически в 1573 году, и, тем более, в 1568 году, Нобунага был лишь одним из вероятных претендентов на роль фактического правителя Японии. Кто знает, стал бы он объединителем страны, если бы в 1573 году выдающийся полководец Такэда Сингэн не умер, а продолжил бы исполнение приказа Ёсиаки по усмирению Нобунага.
Существует точка зрения, что Ода Нобунага практически завершил объединение страны. Однако на момент его смерти в 1582 году огромные области Японии оставались неподконтрольными ему — остров Кюсю, где стремительно росло могущество клана Симадзу, остров Сикоку, которым завладел дом Тёсокабэ. В западных провинциях Нобунага и его полководцы вели изнурительную войну с кланом Мори. В области Канто господствовал дом Ходзё, а на севере — Датэ, имелись и другие японские даймё, не столь могущественные. Концом периода сэнгоку многие также считают 1590 год, когда после осады огромной армией Тоётоми Хидэёси пал замок Одавара — столица княжества Ходзё (Го-Ходзё).
Сохранилось письмо, написанное Хидэёси в лагере под Одавара своей жене:

Теперь мы удерживаем врагов как птиц в клетке, поэтому, пожалуйста, не беспокойся… Мы встали в двухстах или трёхстах метрах, окружили Одавара двойным рвом, и не позволим бежать ни единому человеку. Все воины восьми восточных провинций заперты внутри, и если мы разрушим Одавара, дорога в Дэва и Муцу открыта. Это треть всей Японии, и хотя я старею, я должен думать о будущем и сделать всё для страны. Поэтому я намерен совершить славные дела и готов к долгой осаде, с запасами, и золотом, и серебром в изобилии, чтобы вернуться со славой и оставить о себе добрую память. Я желаю, чтобы ты поняла это и рассказала всем.— (17 мая 1590 года)